# Bolszaja Tarasowka
Bolszaja Tarasowka (ros. Большая Тарасовка) – wieś (sieło) w Rosji, w obwodzie saratowskim, w rejonie pierielubskim. W 2010 liczyła 221 mieszkańców.